# Agrostis hesperica
Agrostis hesperica é uma espécie de planta com flor pertencente à família Poaceae.
A autoridade científica da espécie é Romero Garcia, Blanca & C.Morales, tendo sido publicada em Anales del Jardín Botánico de Madrid 43(1): 52. 1986.

## Portugal
Trata-se de uma espécie presente no território português, nomeadamente em Portugal Continental.
Em termos de naturalidade é nativa da região atrás indicada.

## Protecção
Não se encontra protegida por legislação portuguesa ou da Comunidade Europeia.